# Współczynnik trafności treściowej
Współczynnik trafności treściowej (CVR – ang. content validity ratio) – jedna z wykorzystywanych w psychometrii metod badania trafności testów psychologicznych. Jest to prosta, ilościowa metoda obliczania zgodności ocen sędziów-kompetentnych (sędziów-ekspertów). Twórcą metody jest amerykański psycholog Charles Lawshe, który przedstawił ją w artykule pt. A quantitative approach to content validity opublikowanym w 1975 r. w czasopiśmie Personnel Psychology.

## Opis procedury
W ramach tej metody każdy sędzia-ekspert jest proszony o wyrażenie swojej opinii o każdej proponowanej pozycji testowej w badanym teście psychologicznym wykorzystując do tego następującą skalę: 
- pozycja ta ma zasadnicze znaczenie dla testu,
- pozycja ta jest użyteczna, jednak nie ma zasadniczego znaczenia,
- pozycja ta nie powinna znaleźć się w obrębie testu.[3]

Następnym krokiem w tej procedurze jest odnotowanie, ilu sędziów uznało daną pozycję za mającą zasadnicze znaczenie. Zdaniem Charlesa Lawshego można przyjąć, że dana pozycja testowa jest trafna treściowo jedynie wtedy, gdy więcej niż połowa sędziów-kompetentnych uzna ją za mającą zasadnicze znaczenie dla testu. Jak podaje E. Hornowska, im większy stopień zgodności sędziów-ekspertów co do znaczenia danej pozycji testowej, tym  większa jej trafność treściowa.
Współczynnik trafności treściowej jest obliczany według poniższego wzoru:
CVR = (ne – N:2):(N:2)
gdzie ne oznacza liczbę sędziów-kompetentnych, którzy uznali daną pozycję testową za mającą zasadnicze znaczenie dla testu, zaś N oznacza ogólną liczbę sędziów.
Charles Lawshe rekomendował, aby z ostatecznej wersji testu psychologicznego usunąć te pozycje kwestionariuszowe, dla których szansa, iż zaobserwowana zgodność sędziów-ekspertów ma u podłoża wyłącznie czynniki losowe, jest większa niż 5%. W swoim artykule Lawshe podał wyliczone przez siebie minimalne wartości wskaźnika CVR dla różnej liczby sędziów-kompetentnych, pozwalające uznać otrzymaną wielkość CVR za istotną statystycznie (dla α = 0,05):
| Liczba sędziów | Minimalna wartość wskaźnika CVR |
| -------------- | ------------------------------- |
| 5              | 0,99                            |
| 6              | 0,99                            |
| 7              | 0,99                            |
| 8              | 0,78                            |
| 9              | 0,75                            |
| 10             | 0,62                            |
| 11             | 0,59                            |
| 12             | 0,56                            |
| 13             | 0,54                            |
| 14             | 0,51                            |
| 15             | 0,49                            |
| 20             | 0,42                            |
| 30             | 0,33                            |
| 35             | 0,31                            |
| 40             | 0,29                            |

Alternatywą dla współczynnika Lawshe’a jest współczynnik zgodności ocen sędziów W Kendalla.